# Bédeille, Ariège

Bédeille este o comună în departamentul Ariège din sudul Franței. În 1 ianuarie 2022 avea o populație de 76 de locuitori.